# وادي عرف
وادي عرف من الأودية الشهيرة بساحل حضرموت والذي يتبع مديرية الشحر والذي يبعد عن مدينة الشحر بحوالى خمسة وثلاثين كيلو مترا شمالا وبه يمر أنبوب نفط خام المسيلة ويعتبر وادي عرف الرافد الأساسي لمدينة الشحر بالمحاصيل الزراعية وفي مقدمتها الموز والخضار 
يتكون وادي عرف من تجمع عدة قرى أهمها قرية عرف التي تعد المركز الأساسي للوادي يليها كل من البرح وحقب والحقلة ومقد العبية إضافة إلى تجمعات سكانية صغيرة مثل الشرج والقبالي والرمضة والعرشة والفجاعين ومقد سمر وجعيرة.
يشتهر الوادي بوفرة المياة السطحية التي يستخدمها المواطنين لري اراضيهم الزراعية الخصبة وتعتبر الزراعة فيها موسمية حيث يتعاقب لدى الفلاحين محصولان زراعيان هما الذرة والتبغ